# Вокодер

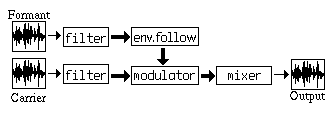
Структурная схема вокодера

Воко́дер (англ. voice encoder — кодировщик голоса) — устройство синтеза речи на основе произвольного сигнала с богатым спектром. Изначально вокодеры были разработаны в целях экономии частотных ресурсов радиолинии системы связи при передаче речевых сообщений. Экономия достигается за счёт того, что вместо собственно речевого сигнала передают только значения его определённых параметров, которые на приёмной стороне управляют синтезатором речи.
Основу синтезатора речи составляют три элемента:
- генератор тонального сигнала для формирования гласных звуков;
- генератор шума для формирования согласных;
- и система формантных фильтров для воссоздания индивидуальных особенностей голоса.

После всех преобразований голос человека становится похожим на «голос робота», что вполне терпимо для средств связи и интересно для музыкальной сферы. Так было лишь в самых примитивных вокодерах 1-й половины XX ст. Современные связные вокодеры обеспечивают высочайшее качество голоса при существенно более сильной степени сжатия в сравнении с упомянутыми выше.
Вокодер как необычный эффект был взят на вооружение электронными музыкантами и впоследствии стал полноценным эффектом благодаря фирмам-изготовителям музыкального оборудования, которые придали ему форму и удобство музыкального эффекта. Вокодер как музыкальный эффект позволяет перенести свойства одного (модулирующего) сигнала на другой сигнал, который называют носителем. В качестве сигнала-модулятора используется голос человека, а в качестве носителя — сигнал, формируемый музыкальным синтезатором или другим музыкальным инструментом. Так достигается эффект «говорящего» или «поющего» музыкального инструмента. Помимо голоса, модулирующий сигнал может быть и гитарой, клавишными, барабанами и вообще любым звуком синтетического и «живого» происхождения. Также нет ограничений и на несущий сигнал. Экспериментируя с моделирующим и несущим сигналом, можно получать совершенно разные эффекты — говорящая гитара, барабаны со звуком фортепиано, гитара, звучащая как ксилофон.
Современные вокодеры можно поделить на:
1. Аппаратные (с которых всё и началось)
2. Виртуальные (появились гораздо позже с развитием компьютерных технологий создания музыки).

В практике компьютерного музыканта значительно чаще используются вокодеры виртуальные, реализованные в виде VST-плагинов (VST-plugins), так как они более гибкие в настройке. Применяются подобные решения вокодеров как самостоятельные программы, так и совместно с программой-хостом. В качестве таковой может быть использована любая виртуальная студия, поддерживающая технологию VST, например, Cakewalk Sonar, Steinberg Cubase или FL Studio. Программа-хост позволяет подключать собственно сам вокодер и выбирать, откуда будет поступать несущий и модулирующий сигнал (некоторые вокодеры имеют встроенный синтезатор несущего сигнала) — с синтезаторов и семплеров (которые также имеют формат VST) или c микрофонов и других подключённых к звуковой карте инструментов. А управление несущим сигналом осуществляется посредством MIDI-команд, поступающих из MIDI-секвенсора или MIDI-клавиатуры в VST-плагин (синтезатор или семплер).
Примером виртуальных вокодеров могут служить VST-плагины, такие как: Steinberg Vocoder, Fruity Vocoder, Akai DC Vocoder, Voctopus, AC vocoder, Formulator, Lpc-vocoder, Darkoder, Cylonix (как работающий самостоятельно (standalone)). Любой знакомый с его принципиальным устройством может собрать собственный вокодер в любой модульной программе типа NI Reactor/Generator, Max MSP, Buzz Composer. Примером аппаратного вокодера могут служить Электроника ЭМ-26 со встроенным синтезатором, Крок 2401, Korg KAOSS PAD 3 (цифровой), Korg VC-10 Vocoder, Boss Vt1-Vocoder, Sennheiser Vocoder, Korg R3 Synth & Vocoder, KORG MicroKORG SYNTHESIZER & VOCODER, MAM VF11 Vocoder, Analog Lab Vocoder X32, Roland VP-330 Vocoder Plus, EMS Vocoder.